# Lukovac Mali
Lukovac Mali je hrid u otočju Lastovci, istočno od Lastova. Hrid je od Lastova udaljen oko 1000 metara, a najbliži otok mu je Lukovac Srednji, oko 90 m prema istoku.
Površina otoka je 1157 m2, a visina 4 metra.